# Viorel Frunză
Viorel Frunză (Chișinău, 6 dicembre 1979) è un allenatore di calcio ed ex calciatore moldavo, di ruolo attaccante, attuale allenatore del Dacia Buiucani.

## Palmarès

### Giocatore

#### Competizioni nazionali
- Coppa di Moldavia: 2

Zimbru Chisinau: 2002-2003, 2003-2004
- Liga II: 1

Vaslui: 2004-2005
- Campionato kazako: 1

Shahter Qaraǵandy: 2011

### Allenatore

#### Competizioni nazionali
- Liga 1: 1

Dacia Buiucani: 2024-2025